# La Moutade
La Moutade is een plaats en voormalige gemeente in het Franse departement Puy-de-Dôme in de regio Auvergne-Rhône-Alpes en telt 474 inwoners (2008). De plaats maakt deel uit van het arrondissement Riom.

## Geschiedenis
La Moutade maakte deel uit van het kanton Riom-Est totdat dit op 22 maart 2015 met de rest van de stad Riom werd omgevormd tot het kanton Riom. Op 1 januari 2016 fuseerde de gemeente met Cellule tot de commune nouvelle Chambaron sur Morge, waarvan La Moutade de hoofdplaats werd, hoewel het minder dan half zoveel inwoners had als Cellule.

## Geografie
De oppervlakte van La Moutade bedraagt 5,3 km², de bevolkingsdichtheid is 70,2 inwoners per km².
De onderstaande kaart toont de ligging van La Moutade met de belangrijkste infrastructuur en aangrenzende gemeenten.

## Demografie
Onderstaande figuur toont het verloop van het inwonertal.